# The Spirit of '43
The Spirit of '43 (br: O espírito de 1943) é um desenho animado estadunidense de 1943, produzido pelos Estúdios Disney como parte do "esforço de guerra" (war effort) daquela país durante a II Guerra Mundial. A duração é de curta-metragem e é protagonizado pelo Pato Donald. Embora o desenho tenha sido concebido como uma "propaganda de guerra", dentre os diversos desse tipo que foram lançados pelos diferentes estúdios, ele é notável por ter apresentado (pela primeira vez) a figura de um velho pato  escocês (característica que mais tarde seria aproveitada na criação do Tio Patinhas) e também a de uma versão esbanjadora do Donald, que se parece muito com o futuro personagem Gastão.É uma sequência de "The New Spirit" (1942).

## Sinopse

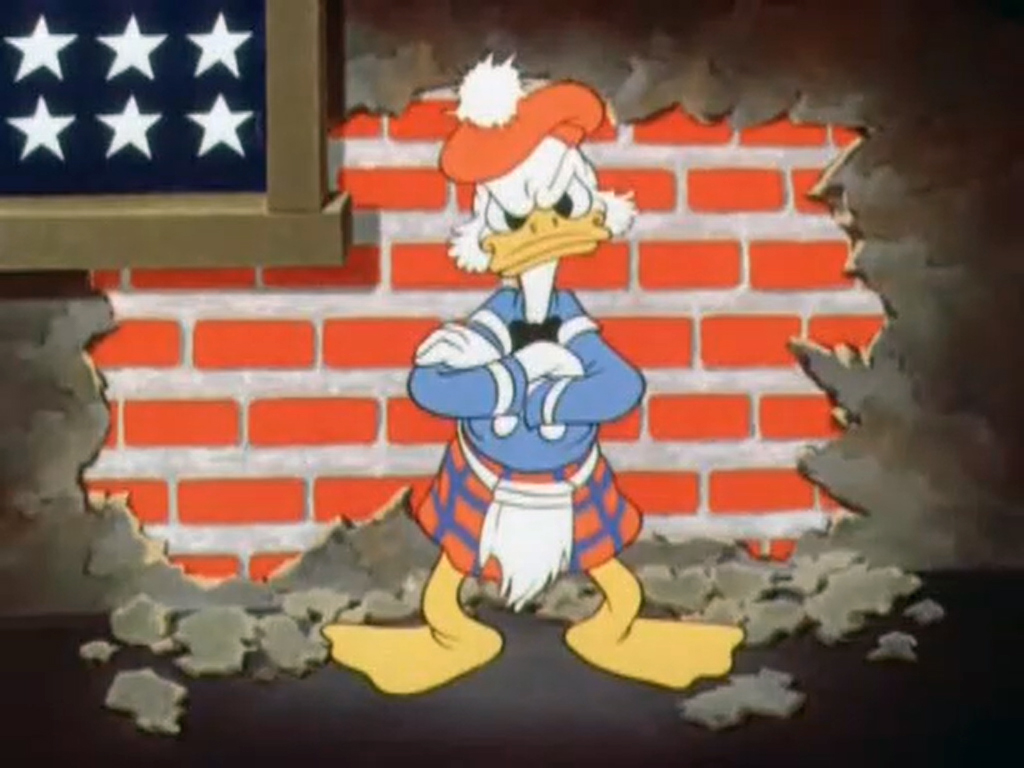
A consciência poupadora de Donald, personificada como um pato escocês, ideia que depois inspiraria a criação do Tio Patinhas.

O Pato Donald é um operário que, ao receber seu salário no final da semana de trabalho, de imediato corre para gastá-lo em divertimentos. Mas ao meio caminho ele sofre um dilema de consciência, personificado pela aparição de duas versões de si próprio: o pato poupador, representado pela figura de um escocês, que o aconselha a guardar o dinheiro para pagar os impostos de guerra; e a do esbanjador, que o incentiva a gastar tudo rapidamente.

## Curiosidades
- Outro desenho de propaganda de guerra com o Pato Donald é Der Fuehrer's Face,[1] no qual ele é um trabalhador na Alemanha Nazista.
- A intenção do filme é clara, ao tentar apelar para o patriotismo da classe operária do país que sofre com a cobrança dos pesados impostos destinados a custear a guerra.
- Ele foi relançado pela Disney em DVD em 2004, juntamente com outros desenhos.